# Gewone keverdoder
De gewone keverdoder (Tiphia femorata) is een vliesvleugelig insect uit de familie van de keverdoders (Tiphiidae). De wetenschappelijke naam van de soort is voor het eerst geldig gepubliceerd in 1775 door Fabricius.